# Liste der Monuments historiques in Bonnecourt
Die Liste der Monuments historiques in Bonnecourt führt die Monuments historiques in der französischen Gemeinde Bonnecourt auf.

## Liste der Immobilien
| Bezeichnung   | Beschreibung               | Standort                 | Kennzeichnung | Schutzstatus | Datum | Bild |
| ------------- | -------------------------- | ------------------------ | ------------- | ------------ | ----- | ---- |
| Croix du Viau | Wegekreuz, 16. Jahrhundert | östlich des Ortes (Lage) | PA00078954    | Inscrit      | 1926  |      |

## Liste der Objekte
| Bezeichnung                           | Beschreibung                                                                                   | Standort                                    | Kennzeichnung | Schutzstatus | Datum | Bild |
| ------------------------------------- | ---------------------------------------------------------------------------------------------- | ------------------------------------------- | ------------- | ------------ | ----- | ---- |
| Skulptur Heiliger Nikolaus            | Aufsatz eines Prozessionsstabs; Holz, farbig gefasst und vergoldet, 19. Jahrhundert            | in der Kirche St-Pierre (Lage)              | PM52001535    | Inscrit      | 1975  |      |
| Skulptur Heiliger Godo von Oyes       | Kalkstein, 16. oder 17. Jahrhundert                                                            | außen an der Kirche St-Pierre (Lage)        | PM52001536    | Inscrit      | 1975  |      |
| Kelch und Patene                      | Silber, vergoldet, 19. Jahrhundert                                                             | in der Kirche St-Pierre (Lage)              | PM52001532    | Inscrit      | 1975  |      |
| Skulptur Madonna mit Kind             | Holz, farbig gefasst, 18. Jahrhundert                                                          | in der Kirche St-Pierre (Lage)              | PM52001538    | Inscrit      | 1975  |      |
| Monstranz                             | Silber, vergoldet, 1863 von Napoleon III. gestiftet                                            | in der Kirche St-Pierre (Lage)              | PM52001533    | Inscrit      | 1975  |      |
| Altarkreuz und vier Altarleuchter     | Messing, versilbert, bezeichnet 1784                                                           | in der Kirche St-Pierre (Lage)              | PM52001534    | Inscrit      | 1975  |      |
| Skulptur Sitzende Madonna mit Kind    | Holz, farbig gefasst, 18. Jahrhundert                                                          | in der Kapelle Notre-Dame-de-Lorette (Lage) | PM52001194    | Classé       | 1975  |      |
| Altarkreuz                            | Kupfer, 18. Jahrhundert; Verbleib unbekannt                                                    | in der Kirche St-Pierre (Lage)              | PM52001530    | Inscrit      | 1975  |      |
| Skulptur Himmelfahrtsmadonna          | Aufsatz eines Prozessionsstabs; Holz, farbig gefasst und vergoldet, Mitte des 19. Jahrhunderts | in der Kirche St-Pierre (Lage)              | PM52001531    | Inscrit      | 1975  |      |
| Skulptur Heiliger Sebastian (1)       | Aufsatz eines Prozessionsstabs; Holz, farbig gefasst, zweite Hälfte des 18. Jahrhunderts       | in der Kirche St-Pierre (Lage)              | PM52001539    | Inscrit      | 1975  |      |
| Skulpturengruppe Unterweisung Mariens | Holz, farbig gefasst und vergoldet, 19. Jahrhundert                                            | in der Kirche St-Pierre (Lage)              | PM52001537    | Inscrit      | 1975  |      |
| Gemälde Unterweisung Mariens          | Ölfarbe auf Leinwand, 19. Jahrhundert                                                          | in der Kirche St-Pierre (Lage)              | PM52001540    | Inscrit      | 1975  |      |
| Paxtafel                              | Messing, versilbert, 19. Jahrhundert                                                           | in der Kirche St-Pierre (Lage)              | PM52001541    | Inscrit      | 1975  |      |
| Skulptur heiliger Sebastian (2)       | Holz, farbig gefasst, Ende des 18. Jahrhunderts                                                | in der Kirche St-Pierre (Lage)              | PM52001193    | Classé       | 1975  |      |